# Glicirizină
Glicirizina, frecvent cunoscută și sub denumirea de acid glicirizic (sau acid glicirizinic), este o saponină triterpenică ce se regăsește în rădăcina speciei vegetale  Glycyrrhiza glabra (lemn-dulce). Compusul este de 30-50 de ori mai dulce comparativ cu zaharoza. Este o glicozidă triterpenică și are ca aglicon compusul denumit enoxolonă. Este utilizată ca îndulcitor, emulgator și agent formator de gel.
În rădăcina de lemn-dulce, glicirizina se regăsește în procente care variază de la 2 la 25%, fiind întâlnită sub formă de amestec al unor săruri de potasiu, magneziu și calciu ale acidului glicirizinic.

## Reacții adverse
Glicirizina se regăsește în dulciurile de culoare neagră pe bază de licviriție (engleză licorice). Ca urmare a consumului acestui aliment, ea poate să producă reacții adverse de tipul hipopotasemiei, care poate afecta echilibrul hidroelectrolitic și funcția nervilor. Consumul cronic de licviriție neagră, chiar și în cantități moderate, este asociat cu o creștere a tensiunii arteriale, poate induce aritmii cardiace și poate cauza interacțiuni medicamentoase. În cazuri extreme, a fost observat decesul în urma consumului excesiv.